# Collet dels Colls (Catalunya)
El Collet dels Colls és una serra situada als municipis d'Arbolí al Baix Camp i Cornudella de Montsant al Priorat, amb una elevació màxima de 718 metres.